# Lemmiscus curtatus
Campagnol des armoises
Pour les articles homonymes, voir Campagnol.
Genre
Espèce
Statut de conservation UICN

 LC  : Préoccupation mineure
Le Campagnol des armoises ou Campagnol des sauges (Lemmiscus curtatus) est une espèce de rongeurs de la famille des Cricétidés. Il s'agit de la seule espèce du genre Lemmiscus. Ce campagnol vit au Canada et aux États-Unis.

## Alimentation
Il se nourrit de plantes, notamment de Bromus, des fleurs et des tiges de Eriogonum et des feuilles de Artemisia.

Carte de répartition